# 林憶君
林憶君（1970年10月4日—），中華民國台灣政治人物、藥師，台灣民眾黨籍，現任立法委員，中華民國藥師公會全聯會秘書長，曾任花蓮縣藥師公會理事長。

## 生平
林憶君出生於高雄，丈夫為前花蓮縣文化局長江躍辰醫師，現擔任林憶君特助。2018年，林憶君當選花蓮縣藥師公會理事長。
2023年獲台灣民眾黨提名為全國不分區立法委員候選人，順利當選第11屆立法委員，2024年2月1日就任。第二會期獲中國國民黨支持，當選外交國防委員會召集委員。

## 爭議

### 服務處主任違停後對警方施壓
2025年4月4日，林憶君花蓮服務處主任孟憲法違規臨停紅線時被警方盤查，過程中對警員說「打給你們局長」等爭議言論施壓。隔日，由林憶君特助江躍辰代表致歉，孟憲法請辭。民眾黨中央送交中評會議處，對孟憲法決議停權1年。
民眾黨議員傅國淵針對此事，質疑此案何以曝光，遭基層員警質疑是二度施壓；4月7日，花蓮縣警察分局長現身傅國淵服務處說明，傅國淵表示僅是關切警方密錄器影像是否合法使用。

### 認曾患身心症的林昶佐不適任芬蘭大使

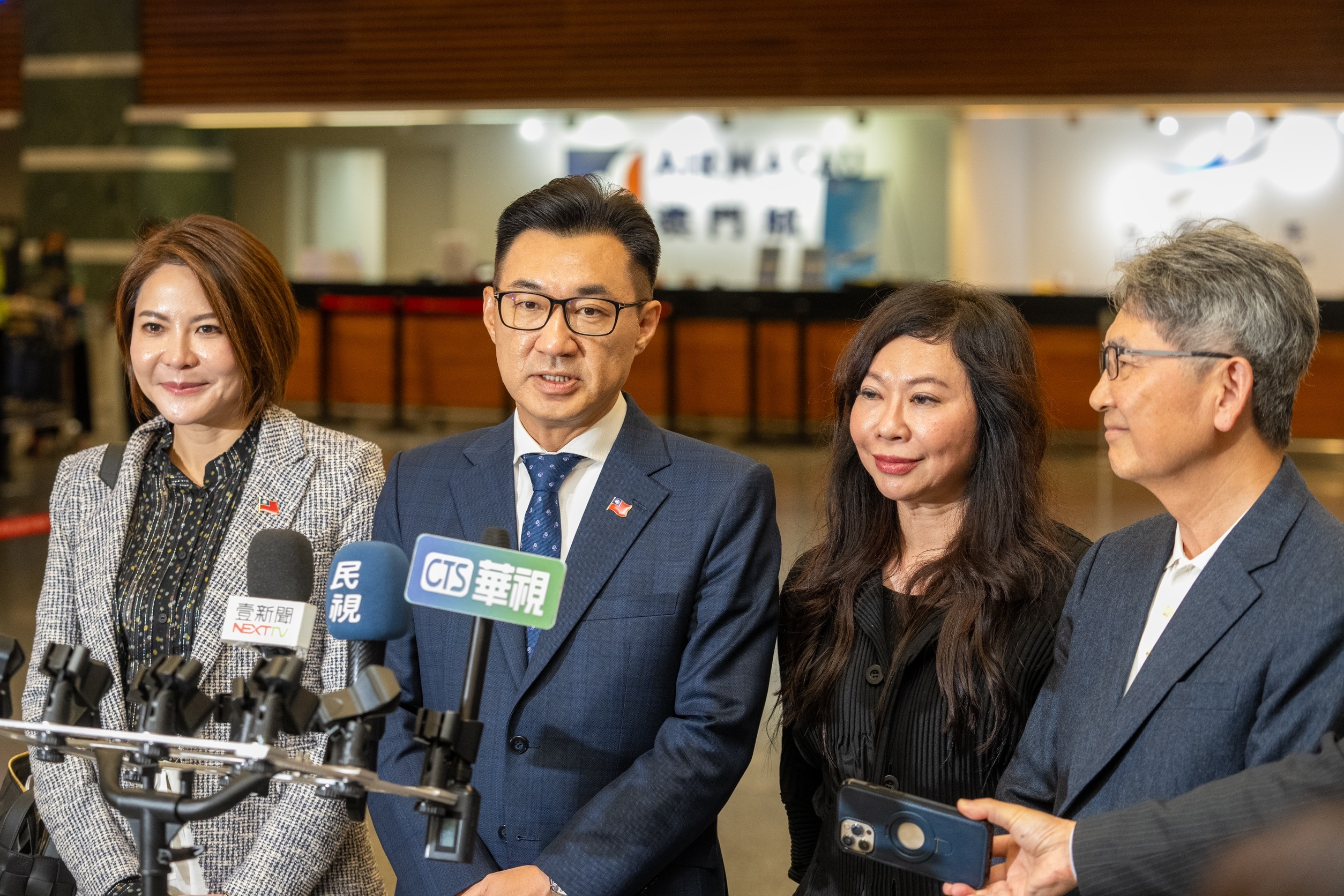
立委林憶君、江啟臣、王正旭與陳菁徽於瑞士日內瓦訪問。

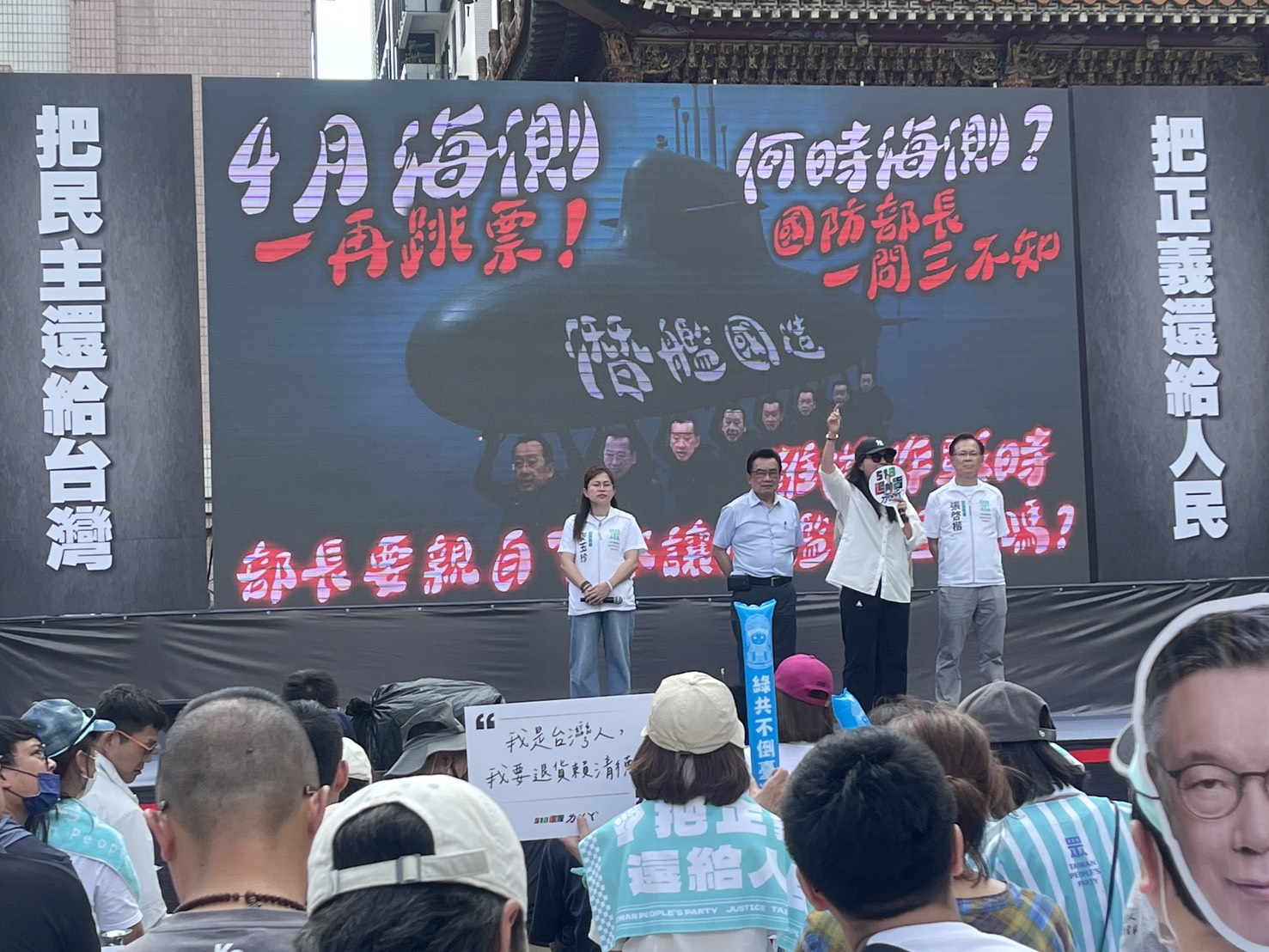
2025年5月18日，林憶君於人民要當家台中場上台演講。

2025年5月19日，前立委林昶佐獲特任台灣駐芬蘭大使。林憶君在質詢外交部長林佳龍時，表示林昶佐曾罹患焦慮症及芬蘭是1990年全球自殺率最高的國家，質疑林昶佐是否適任，稱「千萬不要害他」，此番言論一出引發熱議。
林昶佐過去為鼓勵家暴受害人鼓起勇氣尋求協助，自我揭露小時曾受家暴，因而罹患焦慮症，長期藥物控制下，身心已穩定。
民進黨立委林亮君表示，此番言論是霸凌與歧視身心症人士，認為林憶君具有藥師背景竟然將疾病污名化，要求其道歉。網友也上林憶君社群平台回應「亞斯伯格症可以當8年台北市長」。
引發熱議後，林憶君發文回應，未對提及病情一事道歉，表示「用人應回歸專業，不應讓政黨色彩主導派任考量首先」，認為此人事案是政治酬庸。

## 選舉紀錄
| 年度 | 選舉屆數             | 選舉區                                 | 所屬政黨   | 得票數    | 得票率 | 當選標記 | 備註 |
| ---- | -------------------- | -------------------------------------- | ---------- | --------- | ------ | -------- | ---- |
| 2024 | 第十一屆立法委員選舉 | 全國不分區及僑居國外國民立法委員選舉區 | 臺灣民眾黨 | 3,040,615 | 22.07% |          |      |

## 外部連結
- 林憶君的Facebook專頁
- 林憶君的Instagram帳戶
- YouTube上的林憶君頻道